# Cribrospongia
Genre
Espèces de rang inférieur
- † Cribrospongia elegans Schrammen, 1937
- † Cribrospongia reticulata Goldfuss, 1826
- † Tremadictyon roemeri Assmann, 1937

Cribrospongia est un genre éteint d'éponges siliceuses de la famille des Cribrospongiidae et de l'ordre des Hexactinosida, ayant vécu au Jurassique et au Crétacé. Ses fossiles sont connus en Europe et en Amérique du sud (Argentine). Il donne son nom à la famille des Cribrospongiidae.
Les différentes espèces ont été décrites en Amérique du Sud, en Asie et en Europe. L'espèce C. elegans (syn. Tremadictyon elegans) a été décrite dans des terrains du Jurassique en Allemagne. C. reticulata (syn. Scyphia reticulata, Tremadictyon reticulatum) a été décrite dans des terrains jurassiques d'Argentine, d'Espagne, de France, d'Allemagne, de Pologne, du Portugal et de Roumanie.